# Горичник настурциевый
Горичник настурциевый (лат. Peucedanum ostruthium) — вид многолетних травянистых растений рода Горичник (Peicedanum) семейства Зонтичные (Apiaceae).
В природе ареал охватывает горные местности Западной Европы. Как заносное натурализировалось в Северной Америке.
Растёт высоко в горах (в Альпах выше 1000 м, редко — ниже); предпочитает известковые почвы и кремнезёмы горных лугов, берега ручьев, влажные кустарниковые заросли.

## Ботаническое описание
Корень толстый, веретеновидный, с многочисленными подземными побегами.
Стебель прямой, округлый, бороздчатый, голый, простой или наверху ветвистый, высотой 30—100 см.
Листья голые или снизу шероховатые. Прикорневые листья длиной 30 см, шириной 35 см, почти двояко тройчатые, доли первого порядка черешковые, глубоко трёхраздельные, лопасти эллиптические или ланцетовидные, заострённые, длиной 5—10 см, шириной 4—7 см. Верхние листья просто надрезанные, сидячие, влагалищные.
Зонтики 40—50-лучевые, диаметром 10—15 см, зонтички диаметром около 1 см. Зубцы чашечки незаметные; лепестки белые или красноватые, длиной 1—1,5 мм, шириной 0,75—1 мм, широкообратнояйцевидные.
Плоды почти округлые, длиной 4—5 мм и такой же ширины.

## Значение и применение
Корневище горичника (Rhizoma Imperatoriae, Imp. albae или Osturthii) используется в народной медицине. Терапевтический эффект оказывают содержащиеся в корневище фуранокумарины (императорин), эфирные масла, ароматические горечи, дубильные вещества, смола и крахмал. 

## Классификация

### Таксономия
Вид Горичник настурциевый входит в род Горичник (Peucedanum) семейства Зонтичные (Apiaceae) порядка Зонтикоцветные (Apiales).
|  |                                      |  |                                                             |                                                             |                     |  | ещё 8 семейств (согласно Системе APG II) | ещё 8 семейств (согласно Системе APG II) |                           |  |  |  | ещё около 170 видов |
|  |                                      |  |                                                             |                                                             |                     |  | ещё 8 семейств (согласно Системе APG II) | ещё 8 семейств (согласно Системе APG II) |                           |  |  |  | ещё около 170 видов |
|  |                                      |  |                                                             | порядок Гвоздичноцветные                                    |                     |  |                                          |                                          | род Горичник              |  |  |  |                     |
|  |                                      |  |                                                             | порядок Гвоздичноцветные                                    |                     |  |                                          |                                          | род Горичник              |  |  |  |                     |
|  | отдел Цветковые, или Покрытосеменные |  |                                                             |                                                             | семейство Зонтичные |  |                                          |                                          | вид Горичник настурциевый |  |  |  |                     |
|  | отдел Цветковые, или Покрытосеменные |  |                                                             |                                                             | семейство Зонтичные |  |                                          |                                          |                           |  |  |  |                     |
|  |                                      |  | ещё 44 порядка цветковых растений (согласно Системе APG II) | ещё 44 порядка цветковых растений (согласно Системе APG II) |                     |  |                                          | ещё более 300 родов                      | ещё более 300 родов       |  |  |  |                     |
|  |                                      |  |                                                             | ещё 44 порядка цветковых растений (согласно Системе APG II) |                     |  |                                          |                                          | ещё более 300 родов       |  |  |  |                     |